# BSG Osram Berlin
BSG Osram Berlin ist ein ehemaliger Sportverein aus Berlin, dessen Tischtennisabteilung zu den spielstärksten in Deutschland zählte. Er war benannt nach der Firma Osram. Er ist ein Vorläufer der heutigen SG NARVA Berlin.

## Tischtennis
Vor dem Zweiten Weltkrieg wurden die Damen von 1936 bis 1938 dreimal in Folge Deutscher Mannschaftsmeister im Tischtennis:
- 1935/36: Astrid Krebsbach, Annemarie Schulz, Erika Richter, Eva Krebsbach, Meta Elias (1915–2016)[1], Wirth
- 1936/37: Mona Rüster, Erika Richter, Eva Krebsbach, Meta Elias, Wirth, Senta Krebsbach
- 1937/38: Annemarie Schulz, Mona Mueck, Erika Richter, Eva Krebsbach, Seifert, Senta Krebsbach

In der Saison 1938/39 verloren sie das Endspiel gegen den Post SV Wien und wurden Vizemeister.
Das Herrenteam gewann 1935/36 in der Besetzung Hans Kiack, Götz Meschede, Heine, Wegener, Neuen und Wehners die Deutsche Meisterschaft.

## (Feld-)Handball
Die Feldhandballmannschaft der Männer spielte mehrere Jahre in der Handball-Gauliga Berlin-Brandenburg.